# سيرغي ماتفيف
سيرغي ماتفيف (بالأوكرانية: Матвєєв Сергій Леонідович) مواليد 29 يناير 1975 في الجمهورية الأوكرانية السوفيتية الاشتراكية، هو دراج أوكراني في صنف سباق الدراجات على الطريق. شارك في دورة الألعاب الأولمبية الصيفية وفاز بميدالية أولمبية.

## الميداليات
| الميدالية | المسابقة                       |
| --------- | ------------------------------ |
| فضية      | الألعاب الأولمبية الصيفية 2000 |

## روابط خارجية
- سيرغي ماتفيف على موقع أرشيف الدراجات (الإنجليزية)
- سيرغي ماتفيف على موقع إحصائيات الدراجات الإحترافية (الإنجليزية)
- سيرغي ماتفيف على موقع نسبة الدراجات (الإنجليزية)
- سيرغي ماتفيف على موقع CycleBase (الإنجليزية)
- سيرغي ماتفيف على موقع أوليمبيديا (الإنجليزية)